# تومي سميث (لاعب كرة قدم إنجليزي)
تومي سميث (بالإنجليزية: Tommy Smith)‏ (مواليد 22 مايو 1980 في هيميل هيمبستيد - إنجلترا) لاعب كرة قدم إنجليزي يلعب حاليا لصالح نادي الدرجة الممتازة بورتسموث الإنجليزي منذ 2009 في مركز المهاجم كما يجيد اللعب في مركز الجناح الأيمن .

## روابط خارجية
- تومي سميث على موقع الاتحاد الأوربي (الإنجليزية)
- تومي سميث على موقع قاعدة بيانات كرة القدم.إي يو (الإنجليزية)
- تومي سميث على موقع Soccerbase.com (لاعب) (الإنجليزية)
- تومي سميث على موقع عالم كرة القدم.نت (الإنجليزية)